# Baby momma
Baby momma is een lied van de Nederlandse dj Yung Felix en de Surinaams-Nederlandse rapper Poke in samenwerking met de Nederlandse rapper Bizzey. Het werd in 2019 als single uitgebracht en stond in hetzelfde jaar als tweede track op het album Yung Pokro van Yung Felix en Poke.

## Achtergrond
Baby momma is geschreven door Felix Laman, Leo Roelandschap en Resinjo Wijngaarde en geproduceerd door Yung Felix. Het is een nummer uit het genre nederhop. Het is een lied dat gaat over het daten met een alleenstaande moeders en moeders an sich. In de videoclip zijn verschillende zwangere vrouwen te zien. Op de B-kant van de single is een instrumentale versie van het lied te horen. De single heeft in Nederland de platina status.
Het is niet de eerste keer dat de artiesten met elkaar samenwerken. Yung Felix en Poke werkten eerder al meerdere keren samen en noemen zichzelf samen Yung Pokro. De grootste hit die ze eerder samen hadden was Loco. Na Baby momma stonden ze nog samen op verschillende andere nummers, zoals Oeff en Kostbaar, en brachten ze samen een album uit. Bizzey en Yung Felix hadden ook meerdere hits samen voor Baby momma, waaronder Doe je dans, Badman ollo en Ja!. Het was de eerste keer dat Bizzey en Poke een hitsingle samen hadden, maar de samenwerking werd wel nog meerdere keren herhaald. Zo stonden ze onder andere samen op Domme dingen doen, Skaffa en Bijpakken.

## Hitnoteringen
De artiesten hadden succes met het lied in de hitlijsten van Nederland. Het piekte op de vierde plaats van de Single Top 100 en stond 24 weken in deze hitlijst. De Top 40 werd niet bereikt; het lied bleef steken op de eerste plaats van de Tipparade.